# Josefine Frida Pettersen
Josefine Frida Pettersen (Sigdal, Noruega, 18 de mayo de 1996) es una actriz de televisión noruega, conocida por su papel de Noora en la serie de la cadena NRK, Skam.
El año 2014 hizo su debut en dos episodios de la serie de televisión noruega Neste Sommer (El Próximo Verano), donde interpretó a Velformannens Datter. Sin embargo, la fama la alcanzaría con su rol de Noora Amalie Sætre en la exitosa serie de televisión noruega Skam, cuyo personaje se convierte en protagonista de la segunda temporada. En los premios de la televisión noruega Gullruten recibió junto al elenco de la serie cinco premios: Mejor serie de drama, Mejor nueva serie, Innovación del año, Mejor edición de una serie de drama y Recién llegado del año.
En el año 2017, Pettersen participó en la obra musical del Teatro de Trøndelag "Robin Hood - Rai Rai en el bosque de Sherwood".

## Filmografía

### Televisión
| Año  | Serie        | Personaje            | Canal |
| ---- | ------------ | -------------------- | ----- |
| 2014 | Neste Sommer | Velformannens Datter |       |
| 2015 | Skam         | Noora Amalie Sætre   | NRK   |